# Rajons de Daugavpils
Le rajons de Daugavpils se situait dans l'extrême sud-est de la Lettonie. Il a 49,5 km de frontière avec la Biélorussie et 94,5 km avec la Lituanie. Les rajons ont été supprimés par la réforme administrative de 2009.

## Population (recensement de 2000)
Au recensement de l'an 2000, le district avait 42 758 habitants dont :
- Lettons et Latgaliens : 16 877 personnes, soit 39,47 %.
- Russes : 16 252 personnes, soit 38,00 %.
- Polonais :  5 068 personnes, soit 11,85 %.
- Biélorusses :  2 848 personnes, soit  6,66 %.
- Lituaniens :    664 personnes, soit  1,55 %.
- Ukrainiens :    576 personnes, soit  1,35 %.
- Autres :    473 personnes, soit  1,11 %.

Essentiellement rurale, cette population est soumise à un travail quasi exclusivement saisonnier et à une forte émigration vers les villes ou à l'étranger. Les recensements ne prenant souvent que les affirmations des individus, ces derniers ayant parfois émigrés dans une autre région mais ne le signalant pas, sont erronés.
Les Russes sont surtout présent dans la moitié orientale et les Polonais se trouvent au sud de la cité de Daugavpils.
Le terme Autres inclut notamment des ressortissants issus de l'ex-URSS (Estoniens, Moldaves...), ainsi que des Rroms.

## Subdivisions

### Pilsēta
- Subate

### Novads
- Ilūkste

### Pagasts
- Ambeļi
- Biķernieki
- Demene
- Dubna
- Dviete
- Eglaine
- Kalkūne
- Kalupe
- Laucesa
- Līksna
- Maļinova
- Medumi
- Naujene
- Nīcgale
- Saliena
- Skrudaliena
- Svente
- Tabore
- Vabole
- Vecsaliena
- Višķi